# 大塚久雄
大塚 久雄（おおつか ひさお、1907年5月3日—1996年7月9日），日本的歷史學者。曾任東京大学、法政大學教授、日本學士院會員。其歷史學方法將馬克思經濟學與韋伯社會學相揉合，自成一派，一般稱為「大塚史學」，與政治學者丸山真男的「丸山政治學」並稱為日本戰後民主主義的代表性學說。同為「大塚學派」的東京大學學者，有德國經濟史學者松田智雄與法國經濟史學者高橋幸八郎(大塚本人專長英國經濟史)等人，在提攜後進之餘，帶領著戰後日本經濟史學的方向。

## 生平
大塚久雄在學生時代透過對京都學派三木清的閱讀而認識了馬克思的學說，時常向老師内村鑑三傾訴心中基督教與馬克思理論的衝突，並獲得後者的鼓勵。他的主要成就在提倡「中產的生產者主導說」(《近代歐州經濟史序説 (1944)》): 大塚反對向來重視商業主導的通說，強調英國之所以崛起荷蘭之所以沒落，其基礎在英國中產階級的生產者提高了國民的生產力。他出版於1966年的《社會科學的方法》則反對機械化的馬克思唯物史觀公式，並將之與韋伯的經濟史觀點相補充。作為戰後民主主義的代表人物之一，大塚與丸山等人常為以服部之總、豐田四郎等人為中心的左傾知識份子批判；如「大塚學派」一詞伊始乃為豐田四郎所造的負面用語。雖然「大塚學派」名震一時，但隨著日本的經濟奇蹟與英國產業的沒落，該派「以英國為理想反省日本」的重心乃漸與時勢產生隔閡。

## 略年譜
- 1907年生於京都市、京都府立京都第一中學校畢業。
- 1930年入東京大学經濟學部，師從經濟史學者本位田祥男與宗教學者内村鑑三。畢業後留任經濟學部助手，專攻德國南部經濟史。
- 1935年 - 法政大学助教授。
- 1938年 - 法政大学教授。
- 1938年 - 東京大学助教授。
- 1968年 - 自東京大學退職，並成為國際基督教大學教授。
- 1969年 - 日本學士院會員。
- 1992年 - 文化勲章。

## 著作
- 『株式会社発生史論』
- 『欧州経済史序説』　1938年
- 『近代欧州経済史序説』　時潮社, 1944年／改訂版「近代欧州経済史入門」,　1996年
- 『近代資本主義の系譜』　学生書房, 1947年
- 『近代化の歴史的起点』　学生書房, 1948年
- 『共同体の基礎理論――経済史総論講義案』　岩波書店, 1955年 (共同體的基礎理論，于嘉雲譯，台北: 聯經，1999)
- 『欧州経済史』　 1956年／ 2001年
- 『宗教改革と近代社会』　, 1961年
- 『国民経済――その歴史的考察』 1965年
- 『社会科学の方法――ヴェーバーとマルクス』　岩波新書, 1966年
- 『近代化の人間的基礎』　 1968年
- 『社会科学における人間』　岩波新書, 1977年
- 『生活の貧しさと心の貧しさ』　 1978年
- 『歴史と現代』　 1979年
- 『社会科学と信仰と』　 1994年